# Leucotrichia pictipes
Leucotrichia pictipes är en nattsländeart som först beskrevs av Banks 1911.  Leucotrichia pictipes ingår i släktet Leucotrichia och familjen smånattsländor. Inga underarter finns listade i Catalogue of Life.

## Bildgalleri

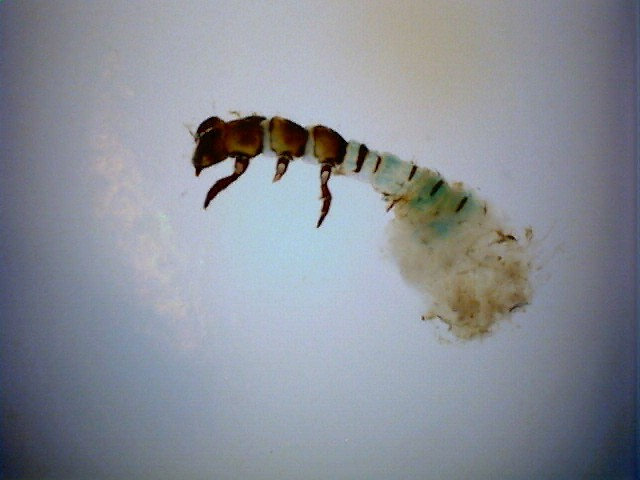